# Theaterlexikon der Schweiz
El Theaterlexikon der Schweiz (TLS) / Dictionnaire du théâtre en Suisse (DTS) / Dizionario Teatrale Svizzero (DTS) / Lexicon da teater svizzer (LTS) es una enciclopedia sobre teatro en Suiza publicada en 2005 en tres volúmenes. Fue desarrollado entre 1997 y 2005 por el Instituto de Estudios Teatrales de la Universidad de Berna.
Contiene 3600 entradas, entre las cuales se cuentan 3000 biografías y artículos sobre recintos, grupos, organizaciones, eventos y temas generales.
Los artículos están disponibles en alemán (70%), francés (20%), italiano (6%) y romanche (2%). Los artículos en romanche están traducidos al alemán.
El texto (sin ilustraciones) fue publicado online en 2012.